# Joonas Donskoi
Joonas Donskoi (* 13. April 1992 in Raahe) ist ein ehemaliger finnischer Eishockeyspieler russischer Herkunft, der im Verlauf seiner aktiven Karriere zwischen 2008 und 2022 unter anderem 543 Spiele für die San Jose Sharks, Colorado Avalanche und Seattle Kraken in der National Hockey League (NHL) auf der Position des rechten Flügelstürmers bestritten hat. Seine größten Karriereerfolge feierte Donskoi jedoch in seiner finnischen Heimat, wo er mit Kärpät Oulu in den Jahren 2014 und 2015 jeweils die Finnische Meisterschaft gewann.

## Karriere
Donskoi erlernte das Eishockeyspielen in der Nachwuchsabteilung von Teräs-Kiekko. Der Eishockeyabteilung des Klubs gehörte er bis zu seinem 15. Lebensjahr an, ehe es ihn in den Nachwuchs des Erstligisten Kärpät Oulu zog. Dort durchlief der Stürmer bis zum Sommer 2010 alle Nachwuchsmannschaften von der U16 bis schließlich zur U20, mit der er in seinem letzten Juniorenjahr die finnische A-Juniorenmeisterschaft errang. In derselben Spielzeit hatte der 17-jährige Flügelspieler sein Debüt für Kärpäts Profimannschaft in der SM-liiga gegeben. Dabei hatte er in 18 Einsätzen vier Scorerpunkte erzielt und war darüber hinaus auch für die finnische U20-Nationalmannschaft in der zweitklassigen Mestis zum Einsatz gekommen. Im Sommer 2010 war Donskoi schließlich berechtigt sich im KHL Junior Draft und NHL Entry Draft zur Wahl zu stellen. Zunächst wurde er im KHL Junior Draft 2010 an 13. Gesamtposition vom HK Awangard Omsk aus der Kontinentalen Hockey-Liga (KHL) ausgewählt und nur wenige Tage später im NHL Entry Draft 2010 in der vierten Runde an 99. Stelle von Florida Panthers aus der National Hockey League (NHL) gezogen.

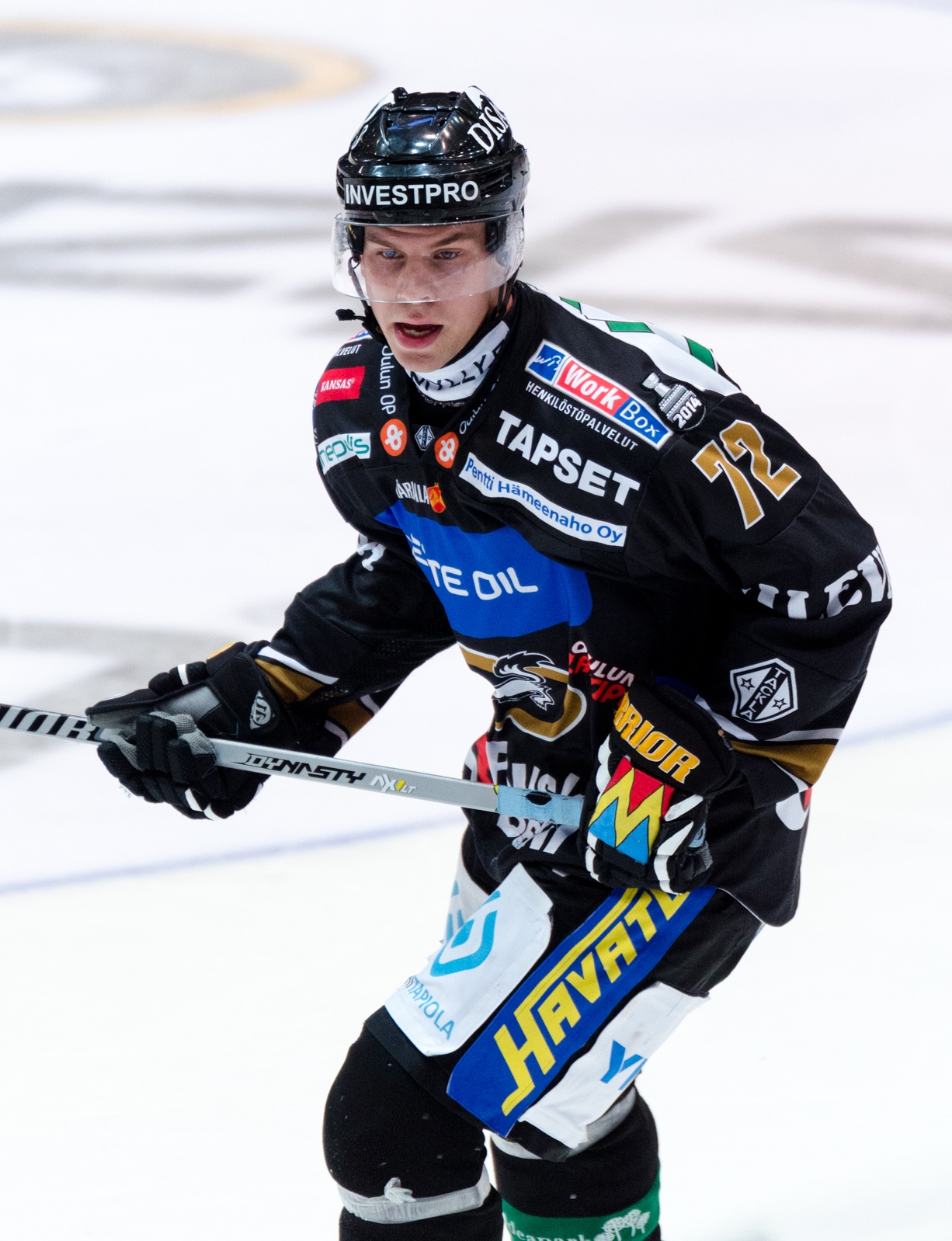
Donskoi im Trikot von Kärpät Oulu (2014)

Mit Beginn der Saison 2010/11 war Donskoi den Juniorenklassen entsprungen und ging mit der Profimannschaft ins zweite Jahr seines im Vorjahr abgeschlossenen Vertrages mit einer Laufzeit von drei Jahren. In seiner ersten vollen Profisaison wusste der Rookie mit 27 Scorerpunkten in 52 Partien zu überzeugen. Diese Zahlen konnte er in der Spielzeit 2011/12 nahezu bestätigen, ehe die Saison 2012/13 von Verletzungen gebeutelt einen Rückschritt darstellte. Der Stürmer konnte wegen einer Blessur am Handgelenk lediglich 31 Spiele bestreiten und sammelte dabei nur 14 Scorerpunkte.
Verletzungsfrei kam der Angreifer umso stärker im Spieljahr 2013/14 zurück. Mit 26 Assists und 37 Scorerpunkten stellte er neue persönliche Bestmarken auf und feierte am Saisonende durch den 4:3-Sieg in der Finalserie über Tappara Tampere den erstmaligen Gewinn der Finnischen Meisterschaft. In den Play-offs blieb Donskoi mit sechs Punkten aber hinter den Erwartungen zurück. Die Saison 2014/15 zeigte das gleiche Bild wie die Vorsaison. Donskoi stellte als Topscorer des Teams neue Bestwerte in sämtlichen Offensivkategorien auf, Kärpät dominierte die Hauptrunde und ging als Favorit in die Play-offs. Angeführt von Donskoi verteidigte Kärpät den Meistertitel in der Wiederauflage des Vorjahresfinales. Zudem wurde der Flügelstürmer als bester Spieler der Play-offs mit der Jari-Kurri-Trophäe ausgezeichnet und ins All-Star-Team der Liga berufen.
Die Leistungen des mittlerweile 23-Jährigen in den zurückliegenden zwei Jahren hatten auch die Franchises der National Hockey League wieder auf ihn aufmerksam gemacht. Da die Transferrechte der Florida Panthers bereits im Sommer 2012 erloschen waren – eine Einigung zwischen beiden Parteien war ausgeblieben, da sich Donskoi selbst zu diesem Zeitpunkt als noch nicht reif genug für die NHL ansah –, konnte der Stürmer als Free Agent mit allen Teams frei verhandeln. Letztlich sicherten sich die San Jose Sharks die Dienste des Finnen zunächst für die folgenden zwei Jahre. Obwohl sein Einstiegsvertrag sowohl für die NHL als auch die unterklassige American Hockey League galt, schaffte Donskoi auf Anhieb den Sprung in den NHL-Kader der Sharks und absolvierte 76 Partien in der regulären Saison. Mit 36 Scorerpunkten fand er sich teamintern unter den besten zehn Spielern wieder. In den Playoffs erreichte Donskoi im dritten Jahr in Folge die Finalserie einer Meisterschaft, scheiterte dort aber mit dem Team an den Pittsburgh Penguins. Nach einem schwächeren Folgejahr mit lediglich 17 Punkten steigerte sich der Finne wieder und stellte in seinem vierten Jahr in der Liga mit 37 Punkten eine persönliche Bestmarke auf. Dennoch sahen die Sharks von einer Weiterverpflichtung des Angreifers ab, sodass dieser im Juli 2019 als Free Agent zur Colorado Avalanche wechselte. In Denver verbrachte Donskoi zwei Spielzeiten, ehe er im NHL Expansion Draft 2021 von den Seattle Kraken ausgewählt wurde. In der Saison 2022/23 blieb er aufgrund der Folgen einer Gehirnerschütterung ohne Einsatz, woraufhin der 31-Jährige Ende August 2023 das Ende seiner Karriere als Profispieler bekannt gab.

### International
Auf internationaler Ebene war Donskoi ab 2007 für die finnischen Junioren-Nationalmannschaften aktiv. Erstmals nahm er mit der World U-17 Hockey Challenge 2008 an einem internationalen Turnier teil. Es folgte die Teilnahme am Europäischen Olympischen Winter-Jugendfestival 2009 in Polen teil. Dort gewann er mit dem Team die Bronzemedaille. Im selben Jahr spielte er erneut bei der World U-17 Hockey Challenge 2009. Eine weitere Bronzemedaille konnte der Stürmer bei der U18-Junioren-Weltmeisterschaft 2010 in Belarus erringen. Daran hatte er mit acht Scorerpunkten in sechs Spielen maßgeblichen Anteil.
Für die finnische U20-Nationalmannschaft, die er auch in der Mestis vertreten hatte, lief Donskoi bei den U20-Junioren-Weltmeisterschaften 2011 in den Vereinigten Staaten und 2012 in Kanada teil. Eine Medaille konnten die Finnen bei beiden Titelkämpfen auf dem nordamerikanischen Kontinent nicht gewinnen. Für Herren-Nationalmannschaft war der Angreifer erstmals im Rahmen der Euro Hockey Tour 2013/14 zum Einsatz gekommen. Sein erstes großes Turnier bestritt er mit der Weltmeisterschaft 2015 in Tschechien, bei der das Team den sechsten Platz belegte. Mit acht Scorerpunkten in ebenso vielen Spielen gehörte er zu den positiven Erscheinungen des Teams. Beim World Cup of Hockey 2016 gehörte Donskoi ebenfalls zum finnischen Aufgebot, das das Turnier auf dem achten und letzten Platz abschloss. Er selbst blieb dabei ohne Scorerpunkt, obwohl er in allen drei Partien der Skandinavier eingesetzt wurde.

## Erfolge und Auszeichnungen
| - 2010 Finnischer A-Juniorenmeister mit Kärpät Oulu - 2014 Finnischer Meister mit Kärpät Oulu - 2015 Finnischer Meister mit Kärpät Oulu | - 2015 Jari-Kurri-Trophäe - 2015 Liiga All-Star-Team |

### International
- 2009 Bronzemedaille beim Europäischen Olympischen Winter-Jugendfestival
- 2010 Bronzemedaille bei der U18-Junioren-Weltmeisterschaft

## Karrierestatistik

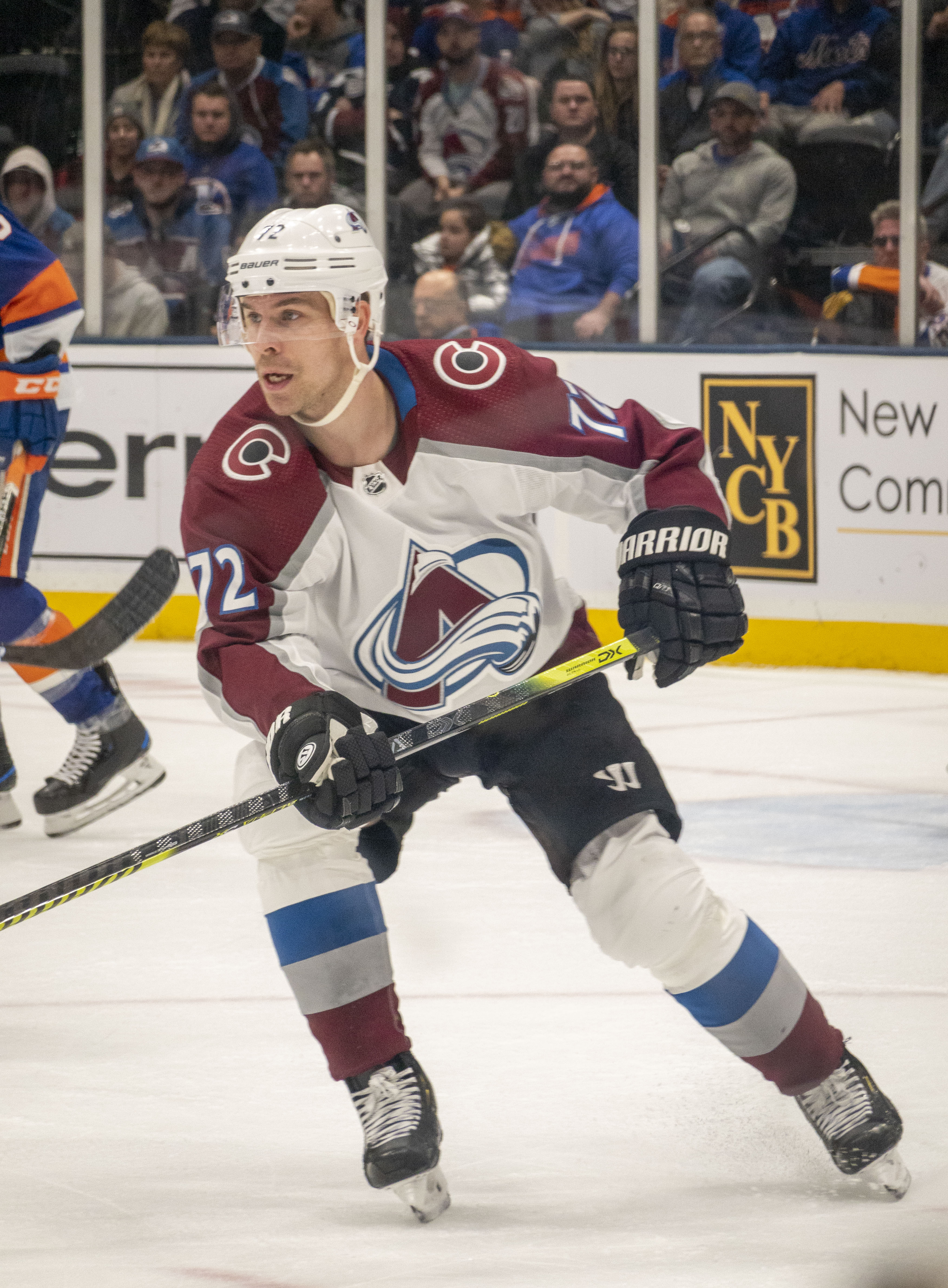
Donskoi als Spieler der Colorado Avalanche (2020)

### International
Vertrat Finnland bei:
| - World U-17 Hockey Challenge 2008 - Europäisches Olympisches Winter-Jugendfestival 2009 - World U-17 Hockey Challenge 2009 - U18-Junioren-Weltmeisterschaft 2010 | - U20-Junioren-Weltmeisterschaft 2011 - U20-Junioren-Weltmeisterschaft 2012 - Weltmeisterschaft 2015 - World Cup of Hockey 2016 |

(Legende zur Spielerstatistik: Sp oder GP = absolvierte Spiele; T oder G = erzielte Tore; V oder A = erzielte Assists; Pkt oder Pts = erzielte Scorerpunkte; SM oder PIM = erhaltene Strafminuten; +/− = Plus/Minus-Bilanz; PP = erzielte Überzahltore; SH = erzielte Unterzahltore; GW = erzielte Siegtore; 1 Play-downs/Relegation; Kursiv: Statistik nicht vollständig)